# Košarkaški klub Crvena zvezda 2019-2020
Questa voce raccoglie le informazioni riguardanti il  Košarkaški klub Crvena zvezda nelle competizioni ufficiali della stagione 2019-2020.

## Stagione
La stagione 2019-2020 del Košarkaški klub Crvena zvezda è la 14ª nel massimo campionato serbo di pallacanestro, la Košarkaška liga Srbije.

## Roster
Aggiornato al 24 agosto 2019.
| Crvena zvezda mts 2019-20 | Crvena zvezda mts 2019-20 |
| Giocatori                 | Staff tecnico             |
| ------------------------- | ------------------------- |

| N. | Naz.                                       | Ruolo | Nome                  | Anno | Alt.   | Peso   |  |
| -- | ------------------------------------------ | ----- | --------------------- | ---- | ------ | ------ |  |
| 0  | Serbia (bandiera)                          | C     | Ognjen Kuzmić         | 1990 | 216 cm | 114 kg |  |
| 00 | Stati Uniti (bandiera)                     | PG    | Kevin Punter          | 1993 | 193 cm | 86 kg  |  |
| 1  | Stati Uniti (bandiera)                     | AG    | Derrick Brown         | 1987 | 206 cm | 106 kg |  |
| 3  | Serbia (bandiera)                          | P     | Filip Čović           | 1989 | 180 cm | 91 kg  |  |
| 4  | Stati Uniti (bandiera)                     | PG    | Lorenzo Brown         | 1990 | 196 cm | 89 kg  |  |
| 5  | Grecia (bandiera)                          | AP    | Stratos Perperoglou   | 1984 | 203 cm | 104 kg |  |
| 7  | Serbia (bandiera)                          | A     | Dejan Davidovac       | 1995 | 203 cm | 95 kg  |  |
| 9  | Serbia (bandiera)                          | GA    | Nemanja Nenadić       | 1994 | 197 cm | 88 kg  |  |
| 10 | Serbia (bandiera)                          | GA    | Branko Lazić (C)      | 1989 | 196 cm | 91 kg  |  |
| 11 | Senegal (bandiera)                         | AG    | Mouhammad Faye        | 1985 | 208 cm | 98 kg  |  |
| 12 | Stati Uniti (bandiera)                     | PG    | Billy Baron           | 1990 | 188 cm | 88 kg  |  |
| 13 | Serbia (bandiera)                          | AP    | Ognjen Dobrić         | 1994 | 200 cm | 93 kg  |  |
| 15 | Stati Uniti (bandiera)                     | AG    | James Gist            | 1986 | 206 cm | 107 kg |  |
| 16 | Stati Uniti (bandiera)                     | P     | Kalin Lucas           | 1989 | 185 cm | 88 kg  |  |
| 21 | Serbia (bandiera)                          | AG    | Marko Jagodić-Kuridža | 1987 | 205 cm | 104 kg |  |
| 22 | Stati Uniti (bandiera) · Serbia (bandiera) | G     | Charles Jenkins       | 1989 | 191 cm | 100 kg |  |
| 28 | Serbia (bandiera)                          | AG    | Boriša Simanić        | 1998 | 209 cm | 95 kg  |  |
| 32 | Serbia (bandiera)                          | AG    | Nikola Jovanović      | 1994 | 211 cm | 107 kg |  |
| 50 | Nigeria (bandiera)                         | C     | Michael Ojo           | 1993 | 216 cm | 138 kg |  |
| 91 | Serbia (bandiera)                          | C     | Vladimir Štimac       | 1987 | 211 cm | 113 kg |  |

| Allenatore |
| - Milan Tomić (fino al 22 ottobre) - Andrija Gavrilović (dal 22 ottobre e fino al 23 novembre) - Dragan Šakota (dal 23 novembre)                       |
| Assistente/i |
| - Andrija Gavrilović (fino al 22 ottobre e dal 23 novembre) - Saša Kosović - Milenko Topić Legenda - (C) Capitano - (IN) Inattivo - Infortunato Roster |

## Mercato

### Sessione estiva
| Acquisti | Acquisti         | Acquisti           | Acquisti      | Acquisti |
| R.a      | Nome             | da                 | Modalità      |          |
| -------- | ---------------- | ------------------ | ------------- | -------- |
| AG       | Derrick Brown    | Free agent         | definitivo    |          |
| C        | Ognjen Kuzmić    | Real Madrid        | definitivo    |          |
| G        | Charles Jenkins  | Chimki             | definitivo    |          |
| AG       | James Gist       | Panathīnaïkos      | definitivo    |          |
| AC       | Nikola Jovanović | Aquila Trento      | fine prestito |          |
| PG       | Lorenzo Brown    | Guangzhou L. Lions | definitivo    |          |
| GA       | Zoran Paunović   | FMP Belgrado       | fine prestito |          |
| GA       | Petar Rakićević  | Dynamic Belgrado   | fine prestito |          |
| A        | Ranko Simović    | FMP Belgrado       | fine prestito |          |

| Cessioni | Cessioni         | Cessioni         | Cessioni         | Cessioni |
| R.       | Nome             | a                | Modalità         |          |
| -------- | ---------------- | ---------------- | ---------------- | -------- |
| P        | Joe Ragland      | Darüşşafaka      | fine contratto   |          |
| C        | Dušan Ristić     | Astana           | prestito         |          |
| AP       | Aleksa Radanov   | FMP Belgrado     | prestito         |          |
| G        | K.C. Rivers      | Real Betis       | fine contratto   |          |
| GA       | Zoran Paunović   | Dynamic Belgrado | rescissione      |          |
| GA       | Petar Rakićević  | Krka Novo mesto  | fine contratto   |          |
| AP       | Marko Kešelj     | Free agent       | fine contratto   |          |
| AP       | Stefan Lazarević | FMP Belgrado     | rinnovo prestito |          |
| AG       | Stefan Đorđević  | FMP Belgrado     | rinnovo prestito |          |
| A        | Ranko Simović    | Sloboda Užice    | prestito         |          |

### Dopo l'inizio della stagione
| Acquisti | Acquisti              | Acquisti   | Acquisti         | Acquisti   |
| R.       | Nome                  | da         | Data             | Modalità   |
| -------- | --------------------- | ---------- | ---------------- | ---------- |
| AG       | Marko Jagodić-Kuridža | Primorska  | 19 dicembre 2019 | definitivo |
| C        | Vladimir Štimac       | Fenerbahçe | 25 dicembre 2019 | definitivo |
| PG       | Kevin Punter          | Olympiakos | 27 dicembre 2019 | definitivo |
| P        | Kalin Lucas           | Free agent | 16 febbraio 2020 | definitivo |

| Cessioni | Cessioni        | Cessioni      | Cessioni         | Cessioni    |
| R.       | Nome            | a             | Data             | Modalità    |
| -------- | --------------- | ------------- | ---------------- | ----------- |
| GA       | Nemanja Nenadić | Mega Belgrado | 19 dicembre 2019 | prestito    |
| AG       | Derrick Brown   | Free agent    | 5 febbraio 2020  | rescissione |
| AG       | Mouhammad Faye  | Free agent    | 7 febbraio 2020  | rescissione |
| C        | Ognjen Kuzmić   | FMP Belgrado  | 11 febbraio 2020 | prestito    |
| P        | Filip Čović     | FMP Belgrado  | 11 febbraio 2020 | prestito    |